# Chalandri (stacja metra)
Chalandri (gr: Χαλάνδρι) – stacja metra ateńskiego na linii 3 (niebieskiej). Została otwarta 24 lipca 2004. Stacja znajduje się na terenie gminy Chalandri.